# Шитт, Пётр Генрихович
Пётр Генрихович Шитт (1875—1950) — советский плодовод.

## Биография
Родился 1 августа 1875 года в селе Кетриш (ныне Фалештский район Молдавии). В 1893 году окончил Пензенское училище садоводства, в 1908 году — Новороссийский университет (Одесса), после чего длительное время работал в садоводческих хозяйствах Подолья, Крыма, Курской и Воронежской губерний.
С 1899 году в Одессе преподаёт в училище садоводство. С 1908 года — преподаватель Богородицкого сельскохозяйственного училища, позже заведует помологическим садом Варшавского университета.
С 1911 года преподаёт плодоводство в Уманском училище садоводства и земледелия. Закладывает образцовый сад и плодорассадник, улучшает парковые насаждения и разворачивает научно-исследовательскую работу.
Он руководил всеми отраслями садоводства, разработал «Организационный план плодового хозяйства Уманского Царицына сада», опубликовал в 1913 году перспективы его дальнейшего развития, внёс значительный вклад в улучшение учебной работы на отделении садоводства. Он первый в Умани начал изучение корневой системы и физиологии питания плодовых деревьев, закономерностей роста и цикличности онтогенетического развития, подготовил ряд работ, которые были напечатаны в журнале «Научное плодоводство». Выполненные в Умани исследования позволили П. Г. Шитту во время его работы в МСХА имени К. А. Тимирязева улучшить и значительно усовершенствовать технологию выращивания плодовых деревьев.
Несколько позже работает на Екатеринославской сельскохозяйственной опытной станции. В 1920 году организует кафедру плодоводства в МСХА, которой руководит до конца своей жизни. В 1927—1934 годах принимал участие в составлении «Технической энциклопедии» в 26-и томах под редакцией Л. К. Мартенса, автор статей по тематике «плодоводство».
Член ВКП(б) с 1947 года.
Умер 31 января 1950 года. Похоронен на Ваганьковское кладбище (участок № 15).

### Мичуринский сад
Мичуринский сад в МСХА заложен профессором Шиттом осенью 1939 года. Основные направления деятельности: организация учебной практики, проведение научно-исследовательской работы студентами, аспирантами, преподавателями и научными сотрудниками, производственно-хозяйственная деятельность с целью обеспечения материально-технической базы.

## Открытия
Впервые установил закономерности роста и развития плодовых растений, разработал методику биологического обслуживания садов. Его научные работы посвящены также изучению сортов. Он также предложил биологический метод обслуживания, в основу которого легли положения, что плодовые растения являются своеобразными инструментами самозаписи, которые показывают условия роста и развития растений.
Установил цикличность изменения скелетных и обрастающих ветвей в кроне, ярусность веток, морфологический параллелизм в плодовых и ягодных культурах.

## Награды и премии
- Сталинская премия третьей степени (1950 — посмертно) — за разработку передовой агротехники культуры абрикоса, значительно повышающей урожайность этой культуры[4]
- заслуженный деятель науки РСФСР (1946)
- два ордена «Знак Почёта» (06.12.1940 — «в ознаменование 75-летнего юбилея Московской ордена Ленина Сельскохозяйственной Академии имени К. А. Тимирязева, за выдающиеся заслуги в деле развития сельскохозяйственных наук и подготовки высококвалифицированных специалистов сельского хозяйства»; …)
- медали